# Северокорейско-японские отношения
Северокорейско-японские отношения — двусторонние отношения между КНДР и Японией не были официально установлены. Проводились дипломатические переговоры на уровне правительств двух стран по обсуждению проблемных вопросов: похищенных японских граждан и ядерной программе КНДР. Отношения между двумя странами являются напряжёнными и отмечены проявлениями враждебности. 
В 2014 году World Service BBC провёл опрос: 91 % японцев относились к КНДР негативно, только 1 % отозвался положительно, что является наиболее негативным восприятием КНДР в мире.

## История
В первые годы после провозглашения независимости КНДР отношения между Пхеньяном и Токио носили в основном враждебный характер. В 1949—1950 годах руководство КНДР решительно осуждало экономические и политические переговоры между Японией и администрацией Ли Сын Мана. Позднее, однако, КНДР стремилась использовать в своих интересах конфликт, который возник между Японией и Южной Кореей. В феврале 1955 года, в ответ на инициативу премьер-министра Японии Итиро Хатоямы по сближению с Советским Союзом и другими коммунистическими странами, министр иностранных дел КНДР Нам Ир сделал заявление о возможности экономического и культурного сотрудничества с Японией. С 1955 по 1964 год северокорейско-японские экономические отношения получили постепенное развитие, отчасти потому, что Пхеньян стремился предотвратить сближение Японии с Южной Кореей. Тем самым, КНДР также стремилась уменьшить свою экономическую зависимость от Советского Союза. 
Ассоциация северокорейских граждан в Японии (Чочхоннён) возникла в 1955 году, находится под контролем спецслужб КНДР. В связи с тем, что Япония отказывалась предоставлять японское подданство корейцам, насильственно вывезенным в метрополию во время Второй мировой войны, ассоциация Чочхоннён активно агитировала за то, чтобы те принимали северокорейское гражданство. Добровольная репатриация корейских жителей из Японии в КНДР прогрессировала медленно, но после заключения договора при посредничестве Красного Креста, с 1959 по 1960 год почти 50000 из примерно 600000 корейцев прибыли в КНДР на борту чартерных советских кораблей. В октябре 1960 года программа репатриации была продлена ещё на один год для размещения 60000 корейцев желающих репатриации. В 1965 году правительство КНДР резко раскритиковало подписание договора об основах отношений между Японией и Республикой Корея. С приходом к власти в Японии Эйсаку Сато северокорейско-японские отношения ухудшились, но в 1971—1972 годах под влиянием китайско-японского сближения произошло расширение экономического сотрудничества Японии и с КНДР. Какуэй Танака проводил политику нейтралитета по отношению к Северной и Южной Кореям, отказался поддержать Сеул против Пхеньяна во время расследования дела Мун Се-Гвана. Тем не менее, Танака по-прежнему воздерживался от установления дипломатических отношений с КНДР. Следующий премьер-министр Японии Такэо Мики и его преемники вернули Японию к политике поддержки Республики Кореи в её конфликте с КНДР.
23 января 2023 г. премьер-министр Японии Фумио Кисида на пленарном заседании нижней палаты парламента заявил, что обеспокоен участившимися ракетными испытаниями КНДР, однако по-прежнему готов лично встретиться с лидером КНДР Ким Чен Ыном.